# Andalouse (papillon)
Chondrostega vandalicia
Pour l’article homonyme, voir Andalouse.
Espèce
L’Andalouse (Chondrostega vandalicia) est une espèce de lépidoptères (papillons) appartenant à la famille des Lasiocampidae, vivant dans la péninsule Ibérique.
- Envergure du mâle : de 13 à 15 mm.
- Période de vol : d’août à septembre.
- Habitat : lieux caillouteux.
- Plantes-hôtes : Nardus stricta, Hypochaeris.

## Source
- P.C. Rougeot, P. Viette, Guide des papillons nocturnes d'Europe et d'Afrique du Nord, Delachaux et Niestlé, Lausanne 1978.